# Изумруд
Изумру́д (устар. смарагд от лат. smaragdus (из греч. σμάραγδος)) — минерал, драгоценный камень берилловой группы. Согласно классификации Ферсмана изумруд, наравне с алмазом, сапфиром, рубином, хризобериллом, александритом, благородной шпинелью и эвклазом, относится к самоцветным камням первого порядка.
Главными критериями качества изумруда являются его цвет, и затем — прозрачность. Идеальный изумруд — прозрачный камень равномерно распределённого насыщенного цвета. Крупные бездефектные изумруды густого тона весом от 5 карат ценятся дороже алмазов.

## Название
Слово «изумруд» (изначально изумрутъ) происходит от семитского корня b-r-q «сиять» (ср. ивр. בָּרֶקֶת‎ барекет «изумруд»), заимствованного в русский через тур. zümrüt, в свою очередь заимствованного через перс. زمرّد‎ zumurrud из греч. σμάραγδος сма́рагдос. К тому же источнику восходят санскр. मरकत marakata, лат. smaragdus и его средневековый вариант esmeraldus, esmeralda.

## Физические свойства
Изумруд является прозрачной разновидностью берилла, окрашенной в травянисто-зелёный цвет оксидом хрома или оксидом ванадия, иногда с примесью оксида железа (южноафриканские изумруды). Химическая формула Be3Al2Si6O18; твёрдость по шкале Мооса 7,5—8,0, плотность 2,68—2,78 г/см3; показатель преломления 1,566—1,600; двупреломление 0,005—0,009.
То, что изумруд имеет тот же химический состав, что и берилл, в 1790-х годах доказал французский химик Луи Воклен, изучавший хром и хромосодержащие породы. Тем не менее, изумруд продолжал причисляться к отдельному виду камней вплоть до 1830 года, а в любительской литературе зелёные и даже синие бериллы назывались изумрудами до самого конца XIX века. В XX веке было обнаружено, что изумруды чаще содержат примеси ванадия, чем хрома.
Изумруд легко теряет цвет при температуре свыше 700 °C, однако устойчив по отношению к кислотам и другим реагентам.

### Твёрдость и трещиноватость
Натуральные изумруды редко бывают бездефектными, обычно они имеют трещины и расколы, зачастую их рассекает сложная сеть тонких прожилок и трещинок. Повышенная хрупкость — характерная особенность камня: его твёрдость составляет 7,5—8 по шкале Мооса (у алмаза — 10), в сочетании с тонкими трещинками поперечной отдельности это делает его весьма чувствительным к сдавливанию и нагреванию.
В отличие от алмаза, где качество стандартно оценивается при 10-кратном увеличении, изумруд оценивается на глаз: камень, не имеющий видимых трещин (при условии нормальной остроты зрения), считается безупречным.

### Цвет
Цвет камня делится на три компонента: тон, насыщенность и светлота. Изумруды бывают различных оттенков — от жёлто-зелёного до сине-зелёного, однако основным тоном обязательно является зелёный, вплоть до самого тёмно-зелёного тона.
Распределение окраски изумруда неравномерное: обычно свободный конец кристалла окрашен ярче, чем его основание, встречаются и зональные кристаллы с продольным изменением интенсивности окраски (часто с более ярким ядром) и с поперечным чередованием светло- и тёмно-зелёных зон. У яркоокрашенных камней даже на глаз заметен дихроизм — изменение окраски от желтовато- до голубовато-зелёной при повороте кристалла.
Лучшие изумруды имеют примерно 75 % тона по шкале, в которой 0 % — отсутствие цветов, а 100 % — непрозрачный чёрный:108. Качественный камень должен иметь насыщенный цвет с яркими изумрудными оттенками. Возможен также тусклый зелёный или серовато-зелёный оттенок.

### Прозрачность
Лишь изумруды наивысшего качества прозрачны. Чаще всего камни замутнены включениями пузырьков жидкости и газа, залеченными трещинками, а также точечными включениями других минералов, захваченных изумрудами при росте. Камни, которые не имеют нарушения поверхности, встречаются крайне редко, поэтому почти все изумруды обрабатываются различными химическими смесями для придания им красивого внешнего вида:108.

## Происхождение

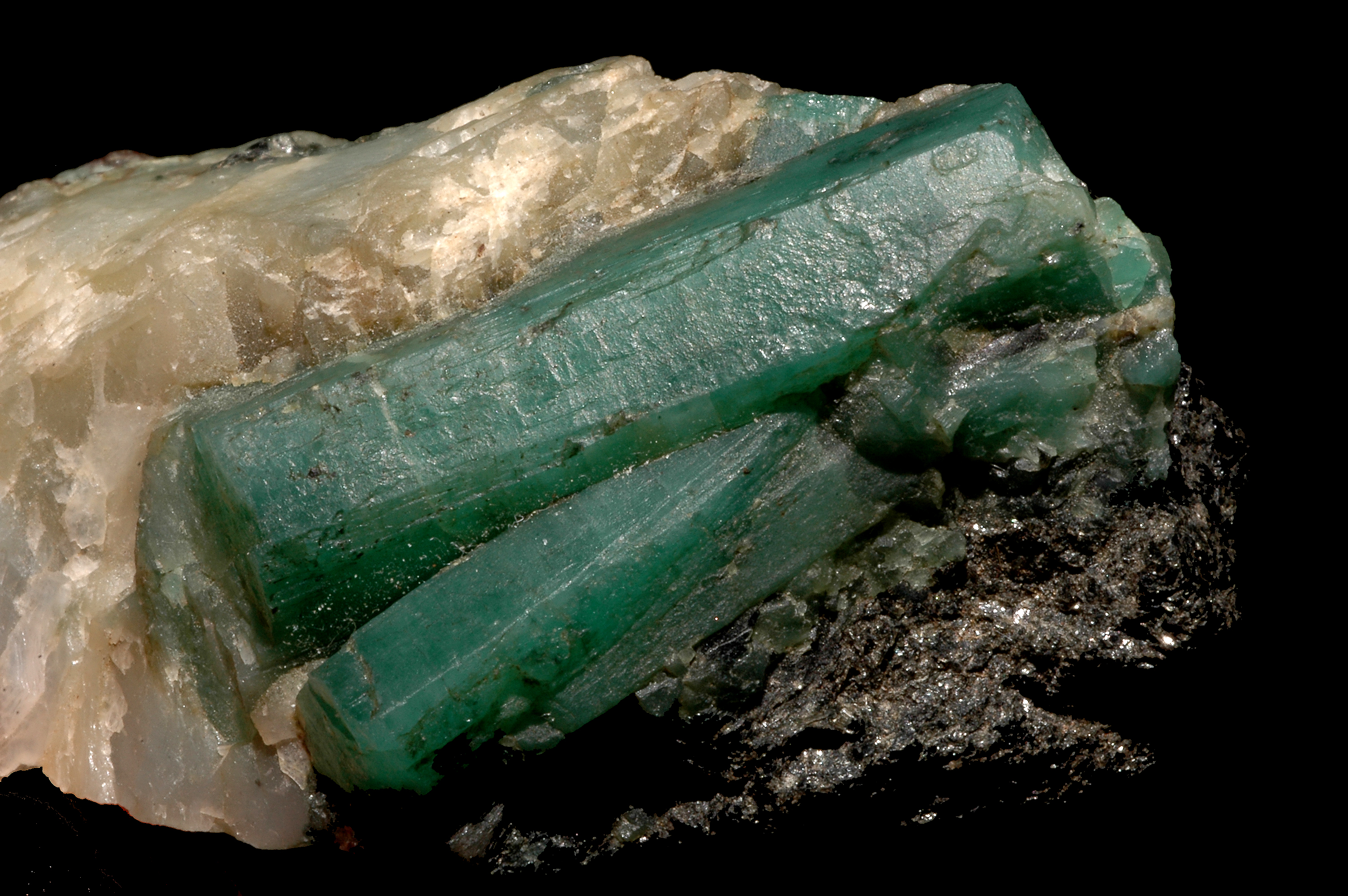
Изумруд из Бразилии

Изумруды образуются при взаимодействии кислой магмы со вмещающими ультраосновными магматическими породами, поэтому их месторождения представлены зонами грейзенизации. Изредка мелкие изумруды образуются в экзоконтактах пегматитов.
В большинстве месторождений мира изумруд приурочен к флогопитовым слюдитам, образовавшимся в результате грейзенизации — воздействия высокотемпературных водных растворов на ультраосновные породы. В результате этого процесса первоначальные породы за счёт полевых шпатов гранитов преобразуются в многосложные горные породы, имеющие в своём составе кварц, светлые слюды и зачастую — ценные рудные минералы в виде вкраплений. Наличие грейзенов — ведущий поисковый признак на месторождения руд редких металлов и драгоценных камней, в том числе и изумруда.
Лучшие по качеству изумруды приурочены к гидротермальным жилам, залегающим в углисто-карбонатных сланцах. Колумбийские изумруды встречаются в низкотемпературных карбонатных прожилках, секущих чёрные битуминозные известняки.
Так как по плотности изумруд близок к кварцу, аллювиальные россыпи этого камня обычно не образуются, вторичные месторождения представлены только корами выветривания.

## Месторождения
Хорошие изумруды редки, основная их масса встречается в колумбийских месторождениях Тунха (месторождение открыто в 1555 году) и Мусо (известны с 1537 года), в Новой Гранаде, Замбии, Бразилии и Египте. Изумруды более низкого качества находят в Хабахтале, в Зальцбурге (Австрия), в горах Моурн (Ирландия), на озере Мьёзен (Норвегия) и в некоторых других местностях.
Изумруды также добываются в России, США, Канаде, Австралии, Испании, Франции, Швейцарии, Италии, Германии, Болгарии, Казахстане, Пакистане, Афганистане, Индии, Китае, Камбодже, Египте, Эфиопии, ЮАР, Сомали, Нигерии, Намибии, Танзании, Зимбабве, Мозамбике и на Мадагаскаре.

### Изумруды Колумбии
В наше время от 50 до 95 % добычи всех изумрудов приходится на Колумбию (конкретный процент год от года сильно меняется в разных направлениях). В период с 2000 по 2010 год объём добычи изумрудов в Колумбии вырос на 78 %. Кроме обычных изумрудов, в Колумбии также добывают трапиче-изумруд, который отличает формирование кристаллов в форме колеса со спицами.

### Изумруды Замбии
Замбийские изумруды отличаются более высоким качеством, чем колумбийские. Крупнейшее изумрудное месторождение Замбии — копи Кагем, которые находятся в 45 км на юго-восток от города Китве. В 2004 году здесь было добыто около 20 % всех добытых за тот год изумрудов, что сделало Замбию второй после Колумбии «изумрудной» страной. За первые шесть месяцев 2011 года в Кагемских копях было добыто 3,74 тонны изумрудов.

### Изумруды Бразилии
Камни, добытые в Бразилии, светлее и гораздо чище колумбийских. Также именно здесь был найден крупнейший в мире изумруд в 57500 карат (11,5 кг), названный Teodora и приблизительно оценённый в 1,15 миллиона долларов.

### Изумруды Египта
В Египте изумруды добываются в копях близ Эль-Кусейра и у горы Забара (это месторождение, согласно найденным там иероглифическим памятникам, разрабатывалось уже в 1650 году до н. э.). Месторождения вблизи Асуана, в 50-60 км от побережья Красного моря, разрабатывались ещё при фараоне Сесострисе III около 37 веков назад. В прочных сланцах рабы-рудокопы прокладывали шахты глубиной до 200 метров, в которых одновременно могло находиться до 400 человек. Считалось, что изумруд боится света, потому работа велась в полной темноте. На поверхности изумрудсодержащую породу раскалывали на куски и смазывали оливковым маслом для того, чтобы различить драгоценные кристаллы.

### Изумруды Афганистана
Афганские изумруды или изумруды Панджшера, добываются в верховье Панджшерского ущелья, в местности Пават, в кишлаках: Пирьях, Мабаин, Зарадхак — в 10—13 километрах юго-восточнее и восточнее населённого пункта Пишгор, в каждом из которых было сконцентрировано от 20 до 40 шахт, а также в ущелье Дархиндж расположены значительные месторождения изумрудов.
В годы Афганской войны (1979—1989) разработка изумрудов в Панджшерском ущелье находилась под контролем крупного полевого командира Ахмад Шах Масуда. После добычи изумруд направлялся в Пакистан на переработку, а оттуда распространялся на международные рынки.
Сумма средств, вырученных за изумруды в указанный период, в среднем в год составляла до 10 миллионов долларов. Горные работы на скальных грунтах осуществлялись японскими бурильными установками с привлечением труда западноевропейских инженеров.
По мнению ювелира Одеда Бурштейна, афганские изумруды — достойная альтернатива изумрудам из Колумбии и Замбии, они даже качественнее, поскольку кристалл афганского изумруда чище и плотнее, и излучает больше яркого блеска, обладает уникальным оттенком.

Только взяв в руки афганский изумруд, можно по достоинству оценить его красоту, насыщенный блеск, прочность и уникальный зелёный оттенок. А то, что зелёных бериллов из Афганистана на рынке драгоценных камней очень мало, делает их ещё более желанными.
— Одед Бурштейн «Inbar Fine Jewellery»

### Изумрудные копи Урала

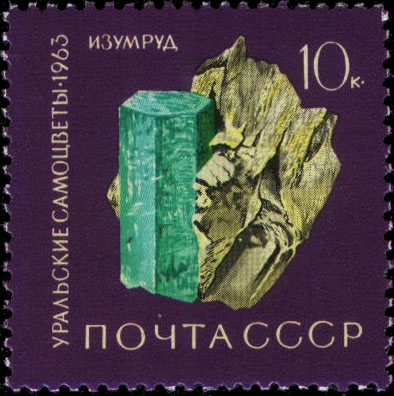
Почтовая марка СССР из серии «Уральские самоцветы»

Изумрудные копи Урала были открыты Максимом Кожевниковым и Яковом Коковиным в 1831 году в месте впадения реки Токовой в реку Большой Рефт, в 90 км к северо-востоку от Екатеринбурга. Они славятся уникальными по своей величине кристаллами изумруда, а также александритом и фенакитом. За первое столетие разработки здесь было добыто более 15 тонн драгоценных камней. Участок добычи изумрудов имеет длину 25 км и ширину 2 км, здесь расположено несколько месторождений, в том числе Малышевское. В этих коренных месторождениях изумруды встречаются вросшими в углистом известняке и слюдяном сланце.

## Огранка
Из-за неравномерности и неправильности формы изумруда при обработке ему нередко придают форму кабошона, или же используют изумрудную огранку, способствующую интенсификации цвета и препятствующую сколам уголков камня.

## История
Изумруды высоко ценились древними культурами, и жители Вавилона торговали ими ещё в 4000 году до н. э. Изумруд упоминается в книге Исход как украшение иудейских жрецов (Исх. 28:17). Знаменитые изумрудные копи Клеопатры находились в окрестностях Асуана (Египет). Веками считалось, что эти копи были всего лишь легендой, однако в 1818 году они были открыты вновь. В те времена в них было найдено мало изумрудов, однако в шахте обнаружили инструменты, относившиеся, как впоследствии было определено, к 1300 году до н. э. Изумруды ценились и правителями Индии. Считается, что султан Шах-Джахан, строитель Тадж-Махала, в качестве талисмана носил изумруды, на которых были выгравированы священные тексты.

### Первые сведения об южноамериканских изумрудах, 1525—1526
Согласно докладу Хуана де Самано, секретаря императора Карла V, первые находки колумбийских изумрудов приходятся на 1525 год в связи с первой экспедицией Франсиско Писарро и Диего де Альмагро:

И они [индейцы] перевозили много серебряных и золотых вещиц по «арио» [por el ario] с собой, чтобы осуществить обмен с теми, с кем они собирались торговать, в их число входили короны и диадемы, пояса и рукавицы [ponietes], и доспехи, как для ног [armaduras como de piernas], [так] и нагрудники, и щипцы [tenazuelas], и погремушки, и счётные нитки и связки [sartas y mazos de cuentas], и «красное серебро» [rosecleres], и зеркала, оправленные в то серебро, и чаши, и другие сосуды для питья; и перевозили много шерстяных и хлопковых накидок, и рубах, и «альхулы» [aljulas], и «алькасеры» [alcaceres], и «аларемы», и много других одежд, большая часть из всего этого отделана узорами, очень богатых на красный и карминный, синий и жёлтый цвета, и все другие цвета, нанесённые различными способами, и [с] изображениями птиц и животных, и рыб, и деревьев; и перевозили они несколько маленьких гирек для взвешивания золота, похожих на безмен, и много других вещей. На некоторых связках бусинок [sartas de cuentas] имелось несколько маленьких изумрудных и халцедониевых [cacadonias] камешков, и другие камни и вещицы из стекла и древесной смолы [anime]. Всё это они везли обменивать на морские раковины, из которых они делают разноцветные зёрна для четок [cuentas coloradas], похожих на коралловые ожерелья, а также белые, их перевозят почти переполненными кораблями.— Хуан де Саманос. Доклад о первых открытиях Франсиско Писарро и Диего де Альмагро, 1526..

### Находки в Перу (1532—1533)

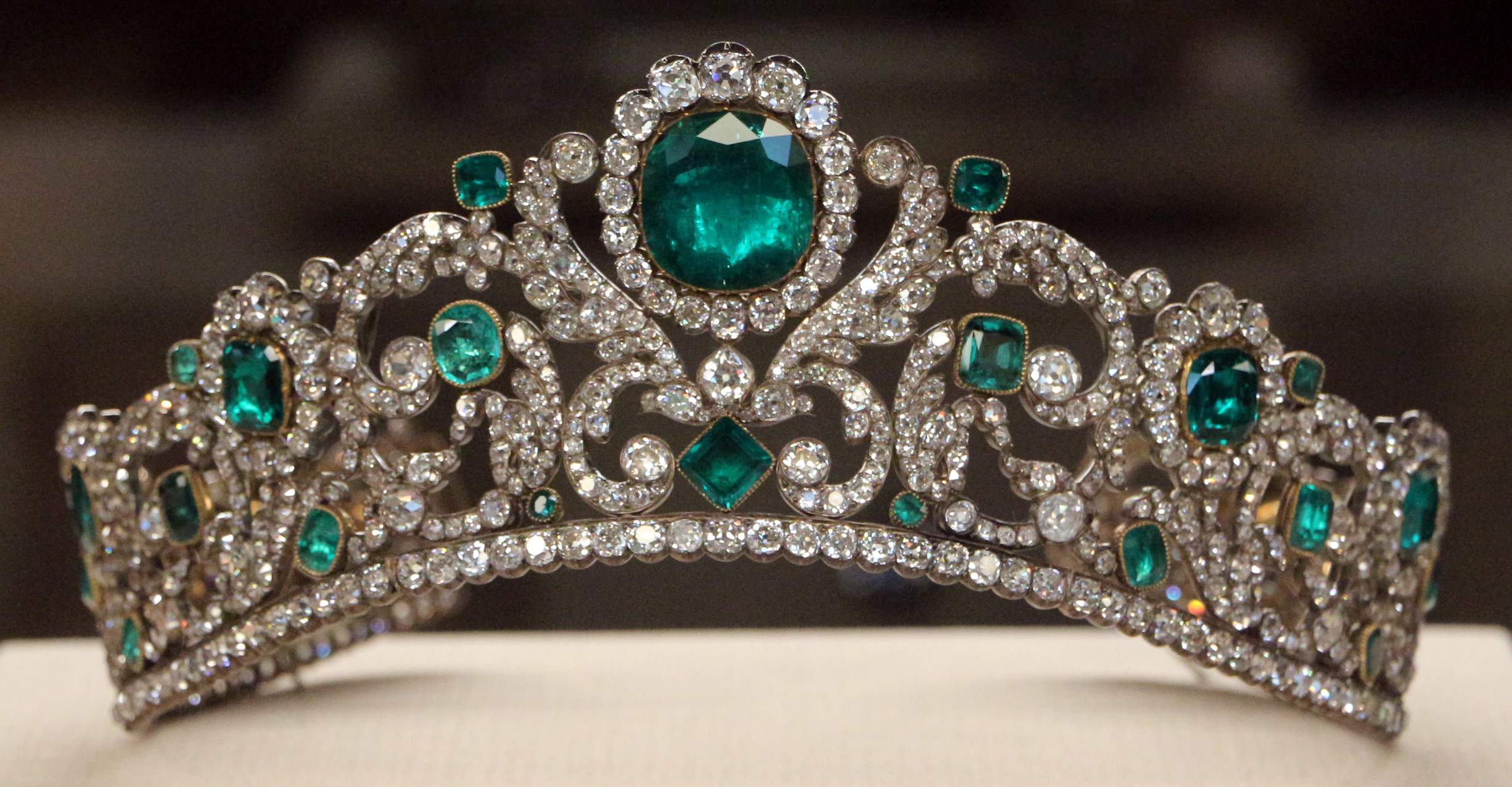
Диадема герцогини Анжуйской содержит 40 изумрудов и 1031 бриллиант. Сделана в 1819-1820 гг. в Париже
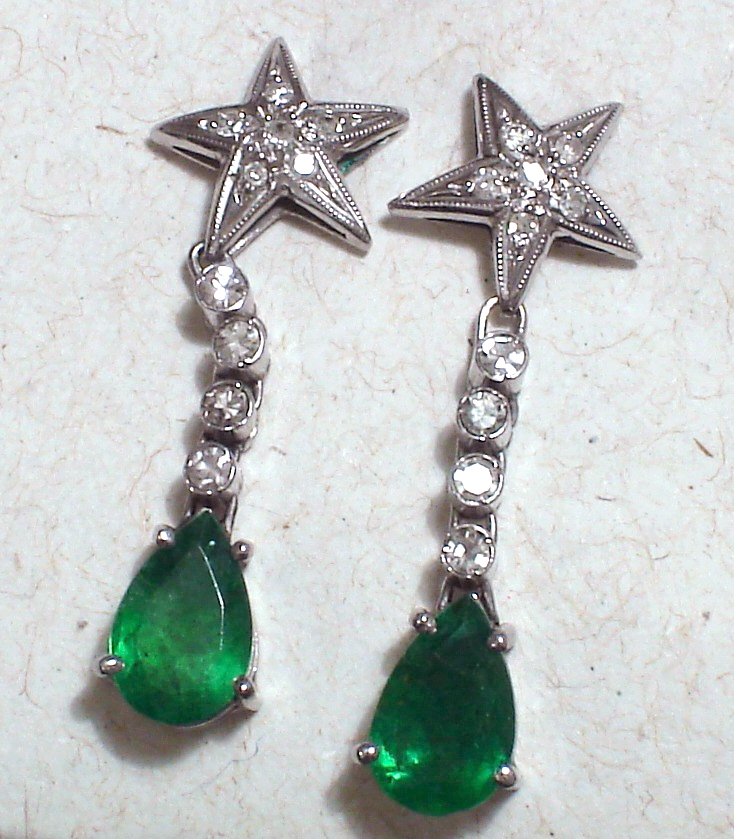
Серьги с натуральным изумрудом
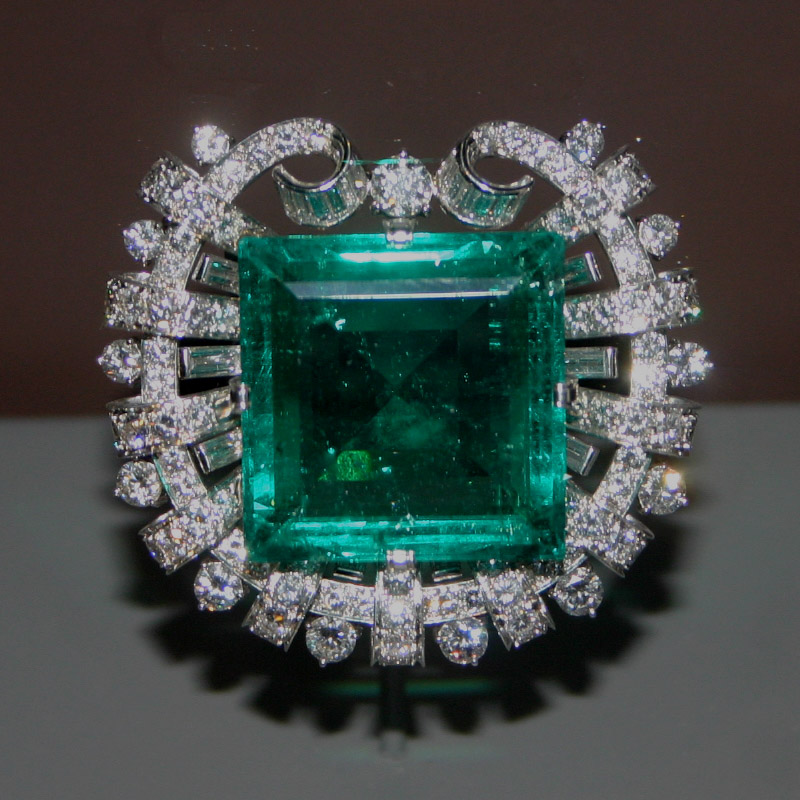
Брошь с изумрудом «Хукер» в 75 карат. Хранится в национальном музее естественной истории (Вашингтон).

Завоеватель Перу Франсиско Писарро захватил самую крупную за всю историю военную добычу, куда вошли и некоторые изумруды.
После пленения короля Инков Атауальпы, испанцам за его освобождение был предложен знаменитый «Выкуп Атауальпы», в виде изделий из золота и серебра (переплавленных затем в слитки), заполнивших комнату до отметки на высоте поднятой руки. Согласно докладу нотариуса Педро Санчо губернатор Франсиско Писарро со своей прислугой и переводчиками получил при его разделе 18 июня 1533 года такое количество: золота — 57220 песо, серебра — 2350 марок. Многие изделия были инкрустированы изумрудами и другими драгоценными камнями.
Часть сокровищ Инки была доставлена в Санто Доминго, где это известие вызвало истинное потрясение. Один человек в Панаме клялся, что «это был волшебный сон». Историк Овьедо: «что это не миф и не сказки». Первый из четырёх кораблей, гружёный сокровищами, прибыл в Севилью в конце 1533 года. Королевскую «пятую часть» доставил сам Эрнандо Писарро. После этого события, желание найти сокровища стало главным стремлением у всех новоприбывших в Новом Свете. Так, в 1534 году будущий хронист Сьеса де Леон, путешествуя с отцом-торговцем, увидел в Севилье, как разгружали сокровища из выкупа Атауальпы, что и послужило, видимо, поводом уехать в Южную Америку.
Позже, в марте 1534 году люди Франсиско Писарро раздобыли сокровища в столице империи Инков — в городе Куско. Предполагается, что количество ценностей составляло приблизительно половину от выкупа Атауальпы. Известно, что в храме Солнца в Куско изумруды были инкрустированы в золотые изделия. Педро де Сьеса де Леон в своей «Хронике Перу» сообщал о повсеместном использовании изумрудов знатью:

…но также во дворцах и в их постоялых дворах имелись плиты из этих металлов да и их одеяния были испещрены золотым и серебряным шитьём, изумрудами, бирюзой и другими драгоценными камнями, довольно дорогими. Даже для их жён у них имелись большие богатства: [как] для украшения, [так] и обслуживания их особ; а их носилки все были оправлены в золото и серебро и драгоценные камни.— Педро де Сьеса де Леон. Хроника Перу. Часть Вторая. Глава XIV.

### Находки в Колумбии (1536—1539)
К 1530-м годам изумруды и изумрудные рудники были практически неизвестны европейцам и количество их в Европе было невелико. С завоеванием испанцами территории Колумбии (1536—1539) изумруды попадали в Европу и в очень больших количествах. Первые сведения о колумбийских изумрудах приводятся в докладе королевских чиновников Хуана де Сан Мартина и Антонио де Лебрихи, принявших личное участие в походе Хименеса де Кесада (июль 1539):

Затем, после возвращения из этого похода, когда лейтенант и мы увидели, что было лучше, чтобы Ваше Величество узнало об услугах, какие были оказаны и совершались для Вас в этом краю, он решил лично с несколькими особами, какие с ним шли, пойти поцеловать королевские руки Вашего Величества и составить для Вас доклад обо всём том, что здесь произошло. Для чего он приказал разделить на три части золото и камни, которые в этом краю были захвачены, коих до того было 191 294 песо чистого золота, и низкопробного золота — 37 288, и другого низкопробного [лома] — 18 290 песо, и 1815 изумрудов, всех видов. Из всего этого Вашему Величеству была заплачена пятина, а остальное было разделено между людьми, насытившимися 510 песо чистого золота, и 507 песо низкопробного золота, и 5 изумрудными камнями на долю.— Хуан де Сан Мартин и Антонио де Лебриха. Доклад о завоевании Нового Королевства Гранада (июль 1539 года).
Изумруды составляли важную статью доходов для индейцев чибча в городах Богота и Тунха: главным предметом обмена «на эти изумруды были золото и бусы, которые делали в том крае, и много хлопковой одежды».
Конкистадор Гонсало Хименес де Кесада в своём докладе «Краткое изложение завоевания Нового Королевства Гранада» (1539, отредактировано анонимным автором в 1548—1549 годах) сообщил об общем количестве захваченных у индейцев изумрудах за время своего похода:

Велико было богатство, захваченное в одной [Богота] и другой [Тунха] провинциях, но не настолько много, как в провинции Перу. Зато в том, что касается изумрудов, это Новое Королевство было значительнее, не только из-за тех, что были найдены в Перу во время её завоевания, но то, что даже об этом товаре [este artículo] никогда не слышали от сотворения мира. Потому что, когда принялись осуществлять делёж среди солдат, после завершения конкисты, то между ними было разделено более 7000 изумрудов; где встречались камни большой стоимости и очень дорогие. И это одна из причин, почему упомянутое Новое Королевство следует ценить больше, чем другие вещи, какие бы не случились в Индиях, потому что в нём было обнаружено то, чего ни один вероломный христианский государь, как мы знаем, не имел, то есть, что они [рудники] были разведаны, хотя долгое время индейцы желали держать в строгой тайне сведения о рудниках, где упомянутые изумруды добывались, как мы ныне не знаем о других в мире; хотя знаем, что их должны иметь в другом краю, ведь есть же драгоценные камни в Перу и имеются кое-какие изумруды. Но никогда не было известно об их рудниках.— Гонсало Хименес де Кесада. «Краткое изложение завоевания Нового Королевства Гранада».

## В культуре и религии

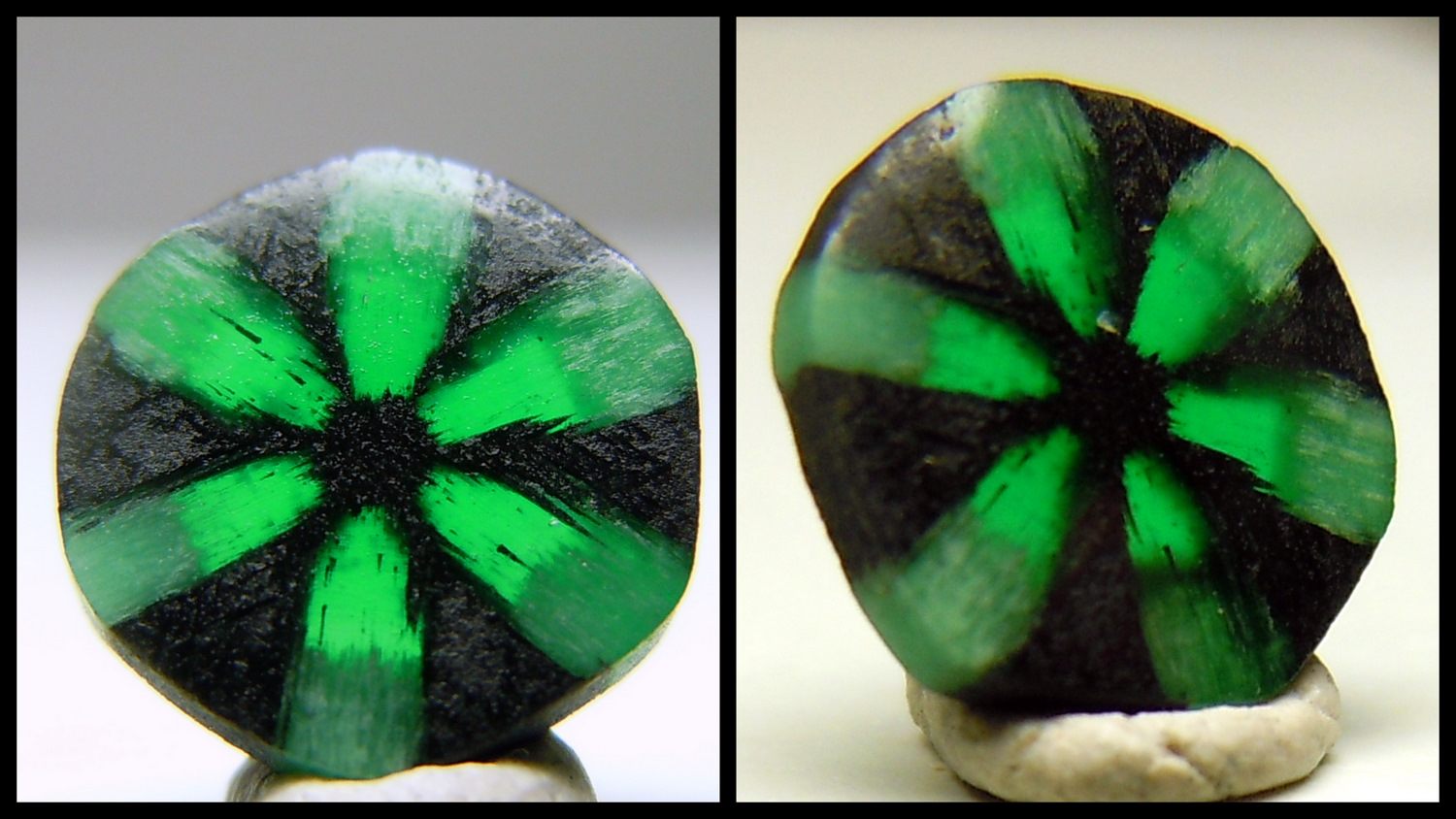
Изумруд Трапиче из шахты Мусо, Колумбия

Берилл и изумруд были известны уже Плинию и Теофрасту; они ценились древними очень высоко, и, по Геродоту, кольцо Поликрата было украшено изумрудом.
В древнеегипетской Книге Мертвых было записано, что египтяне получили изумруд в дар от великого бога Тота. Зелёный цвет камня напоминает о весне, и он считался символом вечной юности. Египтяне называли изумруд «камнем богини Исиды» Изумруды также широко использовались в древнеегипетских ювелирных украшениях.
Существует легенда, что у императора Нерона был изумруд, которым он пользовался как моноклем, когда наблюдал за битвами гладиаторов.
В исламских странах зелёный изумруд воспринимался положительно, так как зелёный цвет ассоциировался с исламом.
Христианская традиция наоборот, считала его колдовским камнем, порождённым адом. По легенде крупнейший изумруд упал на землю со шлема Люцифера, при изгнании его с неба. По одной из версий, Чаша Грааля была якобы высечена именно из этого изумруда.
Алхимические установки по изготовлению философского камня, который способен превращать металлы в золото и давать бессмертие, были (по мнению алхимиков) написаны на изумрудной скрижали. В истории мифов эта скрижаль представляет собой огромный изумруд на котором высечены постулаты оккультных наук. Этот изумруд якобы был найден рядом с мумией египетского бога мудрости Тота, которого отождествляют с Гермесом.
В России XV—XVII веков изумруд считался камнем мудрости и хладнокровия, и именно это качество ценил А. Пушкин в своём кольце с изумрудом.
Главным божеством одного из самых известных храмов Индии, храма Минакши Амман в Мадурай, является богиня Минакши, чей идол традиционно сделан из изумруда.

### Легенда об изумруде индейцев селения Манта
Сьеса де Леон включил в свою «Хронику Перу» легенду об очень крупном изумруде, почитаемым у индейцев за Бога:

Утверждают, что у правителя [селения] Манта [Manta] есть или был один изумруд, величины огромной и очень дорогой, который его предки очень любили и почитали. В определённые дни они выставляли его на [всеобщее] обозрение, поклонялись ему и почитали его, как если бы в нём пребывало некое божество. А если какому-либо индейцу или индианке становилось плохо, [то] после совершения своих жертвоприношений, они шли с обращением [молитвой] к камню, которому, утверждают, они совершали подношение из других камней, давая понять жрецу, говорившему с дьяволом, чтобы с помощью тех приношений пришло здоровье. А их потом (в свою очередь) касик и другие представители дьявола присваивали себе, поскольку из многих внутренних краев приходили больные в селение Манта, чтобы совершить жертвоприношения, и поднести свои дары. И это подтверждали мне некоторые испанцы, первые обнаружившие это королевство.
Встретив огромные богатства этого селения Манта, и что оно всегда приносит больше [дохода], чем окрестности его, том, кого они считают своими правителями или обладателями энкомьенды [энкомендеро]. И говорят, что этот камень такой большой и такой дорогой, что они никогда не хотели говорить о нём, правителям и начальникам даже изрядно угрожали, и то они не скажут никогда, во что они верят, даже если их убьют всех, — таким было благоговение перед камнем… И рассказывают многие испанцы, что и ныне живут-поживают, из тех, кто пришёл с аделантадо доном Педро де Альварадо, особенно я слышал это от маршала Алонсо де Альварадо и капитанов Гарсиласо де ла Вега, Хуана де Сааведра, и другого идальго, именуемого Суэр де Кангас [Suer de Cangas], что как только аделантадо дон Педро добрался до этого берега и высадился на нём и прибыл в это селение, они обнаружили множество золота и серебра в вазах и другие изысканные драгоценности, не считая этого они обнаружили такое количество изумрудов, что если бы они их узнали и сохранили, то по стоимости это была бы огромная сумма денег. Но так как все [индейцы] утверждали, что те были из стекла, и для того, чтобы проверить это (потому что среди некоторых входило в практику [выявлять], могли ли те быть [драгоценными] камнями), их несли туда, где у них была наковальня [от лат. — bicornia, pl. n. от bicornius, двурогая; то есть двурогая (с двумя острыми концами) наковальня], и что там их разбивали молотком, приговаривая: раз уж это было стекло, потому оно разбивалось, а если бы это были камни, то от ударов они становились бы ещё совершеннее.— Педро де Сьеса де Леон. Хроника Перу. Часть Первая. Глава L.

### В литературе
- Удивительный волшебник из страны Оз
- Волшебник Изумрудного города

## Знаменитые и исторические изумруды
| | |                                                                      | |                                                                                          |
| Золотой пояс шаха с изумрудом весом 176 карат. Хранится в Национальной сокровищнице Центрального Банка Ирана в Тегеране | Панагия, Россия, Архангельск, конец XVII века. Золото, серебро, бриллианты, алмазы, изумруды, рубины, стекло, чеканка, резьба, выемчатая эмаль. Панагия, переделанная из украшения турецкой чалмы, была пожалована царевной Софьей архиепископу Холмогорскому и Важскому Афанасию (1641-1702) | Золотая подвеска с изумрудами, хранится в музее Виктории и Альберта. | Это огромный изумруд (167,97 карат или 33,594 г) ) вкраплён в платиновый кулон. В 1931 году это ожерелье стало свадебным подарком Кларенса Маккея своей жене. С тех пор камень назвали «Изумруд Маккея». | Колумбийский изумруд Unguentarium весом в 2860 карат. Представлен в Венской сокровищнице |

- Королева Изабелла (камень весом в 964 карата). По свидетельствам Эрнана Кортеса, во Дворце правосудия в Теночтитлане (Мехико) у ацтеков хранился изумруд размером в страусиное яйцо.
- «Девонширский изумруд» («Изумруд герцога Девонширского») — вес, выраженный в тройских единицах, равен 1384,1 метрического карата (304 граммов). Кристалл имеет характерную для изумруда форму шестиугольной призмы, заканчивающейся плоской гранью основания; другой конец кристалла, как обычно, неровный, поскольку кристалл был выломан из материнской породы. В одном из углов верхней части кристалла проходит трещина, возникшая, очевидно, в результате когда-то полученного удара, а в основании ещё сохранился небольшой кусочек вмещающего известняка. Кристалл, как это свойственно изумрудам из Мусо, разбит многочисленными мелкими трещинками. Об истории «Девонширского изумруда» известно очень мало. В 1831 году дон Педро, бывший император Бразилии Педру I, приехавший в Европу после своего отречения, подарил шестому герцогу Девонширскому великолепный кристалл изумруда, добытый в знаменитых колумбийских копях Мусо в Южной Америке. В рукописном каталоге коллекции Аллана-Грега в Британском музее имеется упоминание о прекрасном изумруде, в котором можно безошибочно узнать «Девонширский изумруд». Составитель каталога Томас Аллан напротив даты 1831 и номера 85 его коллекции, под которым описан кристалл ромбоэдрического изумруда, сделал пометку и написал: «Среди камней, принадлежащих фирме „Ранделл и К°“, я видел другой прекрасный кристалл, весящий 8 унций и 18 гранов, или 1043 (описка — должно быть написано 1343, а не 1043) карата, имеющий совершенную форму, размеры в диаметре 2 1/4, 2 1/8 и 1 7/8 дюйма и высоту около 2 дюймов». Приобрёл ли дон Педро кристалл у компании, привёз ли он его с собой из Бразилии и по каким-то причинам оставил у ювелиров, неизвестно. «Девонширский изумруд» демонстрировался на «Великой выставке» в Гайд-парке в Лондоне в 1851 году, но по каким-то неясным причинам выставлял его не герцог Девонширский, а Джеймс Теннант, известный лондонский торговец драгоценными камнями того времени. Позднее он снова был показан на выставке в Уайт-Сити (Лондон) в 1914 году, но в каталог внесён не был. С июля 1936 года по январь 1950 года камень находился в Британском музее и был выставлен в Галерее минералов в Южном Кенсингтоне (кроме периода Второй Мировой войны, когда он был удалён из витрин по соображениям безопасности). В 1949 году в Лондоне на выставке Ассоциации торговцев ювелирными изделиями кристалл был показан вновь; кроме того, он выставлялся ещё раз в музее города Бирмингема в 1955 году.
- Изумруд «Могол» — вес 217,8 карат, размер 5,2×4×1,2 см[32], найден в 1695 году. На одной его стороне выгравированы тексты молитв, на другой — орнаменты цветов. Этот легендарный изумруд был куплен неизвестным лицом 28 сентября 2001 года на аукционе Кристис за 2,2 млн долларов.
- «Изумрудный будда» — вес 3600 карат, найден в 1994 году на Мадагаскаре. Впоследствии на нём вырезали статуэтку Будды и назвали «Изумрудным буддой» в честь одноимённого храма в Таиланде.
- «Коковинский» изумруд — назван по фамилии известного уральского камнереза, командира Екатеринбургской гранильной фабрики и Горнощитского мраморного завода Я. В. Коковина. Весной 1833 года на Урале обнаружили изумруд исключительной красоты весом чуть более 400 граммов, причём отдельные участки тёмно-зелёного кристалла длиной в 11 см и шириной более 3 см были совершенно прозрачны. Как писал ревизор императорского двора Ярошевицкий: «В сем числе один самого лучшего достоинства, весьма травяного цвета, весом в фунт… самый драгоценный и едва ли не превосходящий достоинством изумруд, бывший в короне Юлия Цезаря». С этим изумрудом связана трагическая история. Вместе с другими камнями, по доносу изъятыми у Коковина, ревизором Ярошевицким тот был отправлен в Петербург, вице-президенту Департамента уделов Л. А. Перовскому. Но, после получения драгоценной почты, в столице камень таинственно исчезает. И опять в его утрате обвиняют Я. В. Коковина — и Яков Васильевич арестован и предан суду. Отсидев более двух лет, он тяжело больным вышел на свободу. В 1839 оклеветанный Коковин обращается к императору с просьбой о пересмотре дела. Однако пересмотра дела не последовало, и в 1840 году Я. В. Коковин умирает.

В итоге, спустя десятилетия, из собственности Л. А. Перовского (истинного виновника пропажи) изумруд попадает в коллекцию графа Кочубея и далее, в ходе революционных перипетий, покидает страну. Впоследствии он был выкуплен советским правительством и возвращён. Сейчас изумруд хранится в Москве в минералогическом музее имени Ферсмана.
- Изумруд «Президент» — в 1993 году на Малышевском руднике Свердловской области (ОАО «Изумрудные копи Урала») найден уникальный изумруд «Президент» (вес около 1200 граммов (из которых 800 г были отнесены к ювелирному качеству), стоимость от 150 тыс. долларов (экспертная комиссия Минфина РФ) до 1,5 млн долларов (независимая американская экспертиза)[33]), названный так в честь первого президента России Бориса Ельцина. Приобретён Алмазным фондом за 150 тыс. долларов. По мнению некоторых экспертов, изумруд «Президент» является «взрывным», то есть через некоторое время, из-за внутренних напряжений в кристалле, он может распасться на несколько частей[34].
- Самый крупный кристалл изумруда был добыт в 1974 году в Бразилии, его вес составляет 28 кг.
- Самый большой в мире обработанный кристалл изумруда весом 7,5 кг был показан на IV Национальной ярмарке драгоценных камней Бразилии. Владельцем его является ливанец Салим эль Авар, купивший самоцвет в 1973 году в бразильском посёлке Карнаиба, где насчитывается свыше шести тысяч изумрудных выработок[35].

## Искусственные изумруды
Искусственные изумруды похожи на натуральные камни, но плотность и показатели преломления у них ниже, чем у природных. Синтетические изумруды имеют весьма характерный насыщенный голубовато-зелёный цвет, хотя некоторые колумбийские изумруды имеют похожие свойства. Через фильтр Челси они выглядят интенсивно-красными — значительно более красными, чем большинство природных изумрудов. Различают обычные и искусственные изумруды при помощи отфильтрованного ультрафиолетового излучения (360 нм), на которое настоящий изумруд в норме не реагирует, а синтетический обнаруживает люминесценцию каштаново-коричневого цвета. Однако данное правило подтверждается не всегда. Немало натуральных изумрудов также могут реагировать на отфильтрованный ультрафиолет.
В настоящее время разработаны промышленные методы синтеза изумруда, по цвету неотличимого от природного, а по качеству превосходящего его. Но стоимость синтетического изумруда на международном рынке остаётся в десятки раз ниже, чем природного, так как природный реже встречается. Удаётся выращивать синтетические изумруды достаточно больших размеров, до сотен карат. Технология производства держится в секрете. Например, в Лабораторию Кэролла Чатема, Калифорния, США, принимают работников только с неполным средним образованием. Известно, что выращивание кристаллов идёт флюсовым методом в платиновом тигле на затравке из натурального изумруда. Кроме того, рост кристаллов очень чувствителен к скачкам напряжения.
Задачу синтеза изумруда со второй половины XIX века пытались решить специалисты нескольких стран. Первые удачные опыты относятся к 1888 году (Франция), но полноценный искусственный изумруд был получен только в 1935 году в Германии учёным Г. Эспигом и его коллегами при фирме «ИГ-Фарбениндустри» и получил название «игмеральд» — по первым буквам названия фирмы и английского «emerald» — изумруд. С 1940 года американцы наладили промышленное производство «игмеральда».
Сегодня изумруды также получают в Германии, Франции, Швейцарии, Японии, России и Белоруссии. Крупнейшим производителем изумрудов в мире на основе воды является компания Таирус — совместное предприятие России и Таиланда. Компании удалось синтезировать изумруды, которые по составу не отличаются от колумбийских.

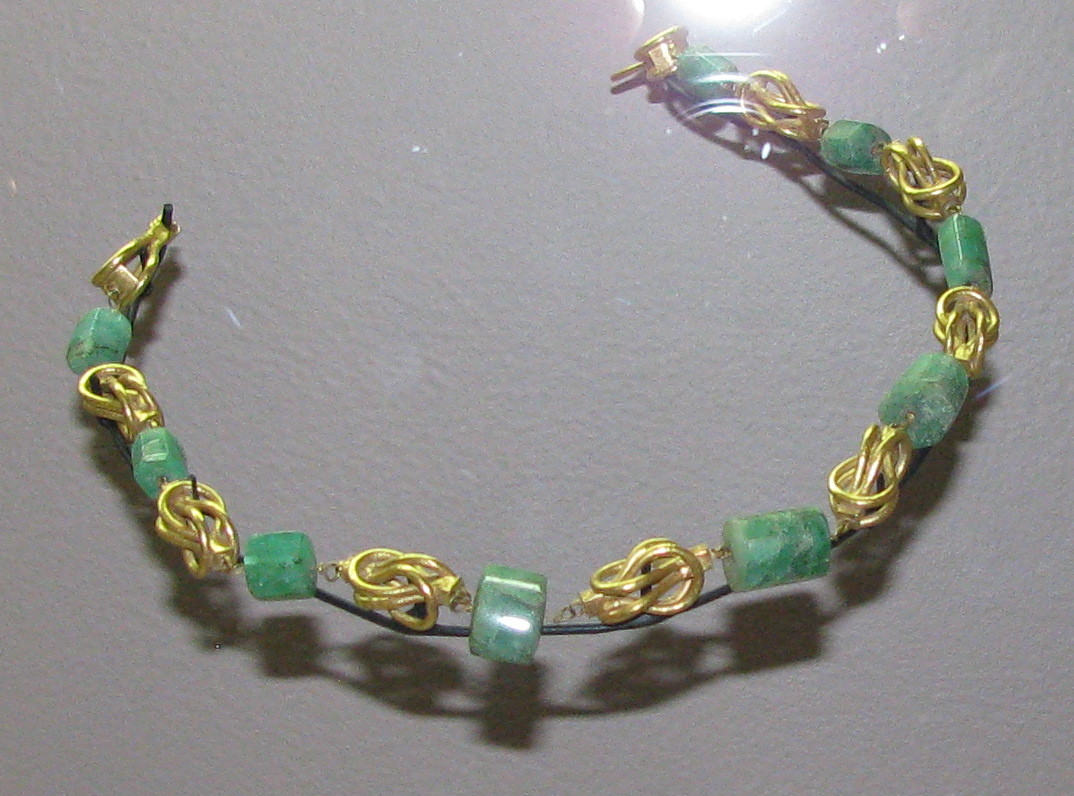
Воротник, часть сокровищ найденных в одном из районов Лиона - Галло-римский музей Лион - Франция
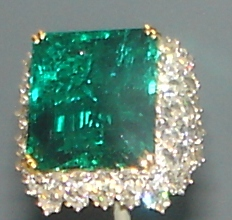
Кольцо с изумрудом "Chalk", содержащее высококачественный 37-каратный изумруд, также хранится в США, Национальный музей естественной истории (США).
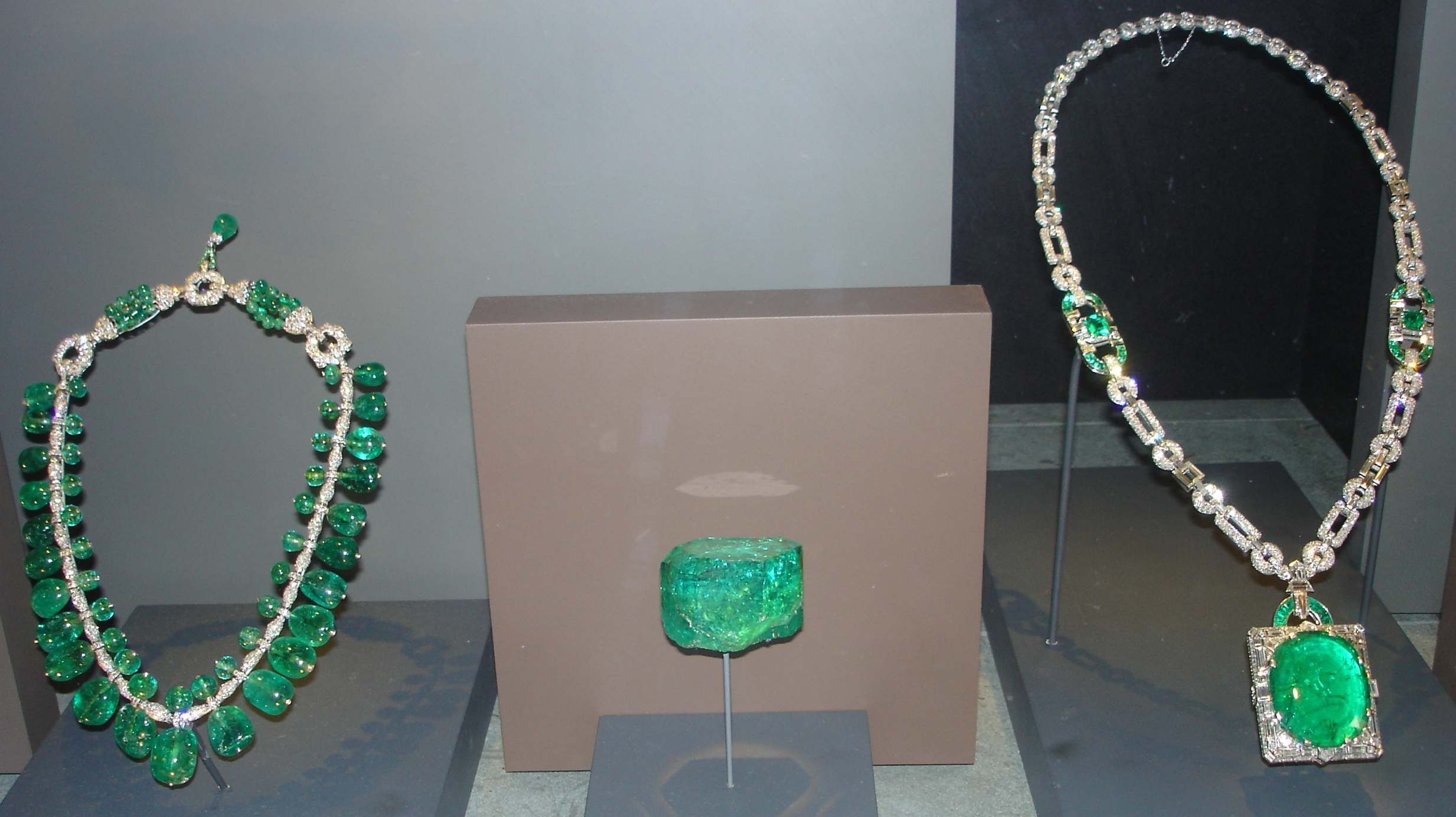
Слева направо: индийское изумрудное ожерелье, изумруд Гачала (858 карат) и изумрудное ожерелье Mackay (167-каратный камень центра), все предметы из США Национальный музей естественной истории (США)
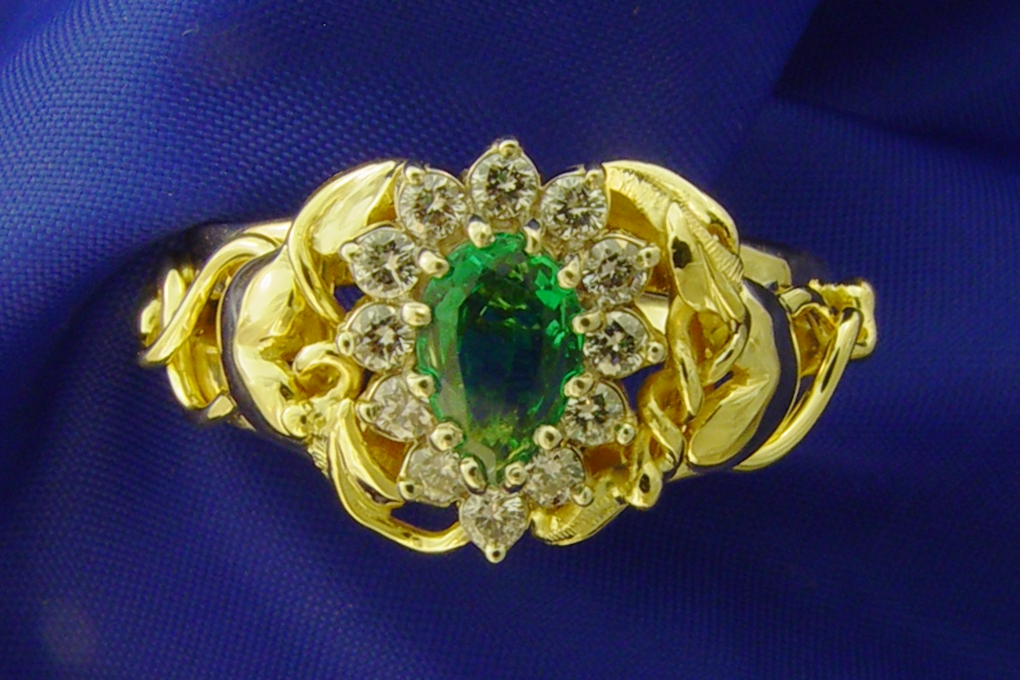
Пример золотого изумрудного кольца

Основное применение изумруды находят в производстве ювелирных украшений. Больше всего ценятся камни глубокого зелёного тона; даже при наличии включений их предпочитают бледноокрашенным, даже почти прозрачным. Блеск изумруда обычно стеклянный. Физические свойства, особенно плотность, свето- и дву- преломление, а также плеохроизм у изумрудов из разных месторождений несколько различаются. Оценка качества ювелирных камней производится в соответствии с международными требованиями. Наибольшей ценностью обладают ярко-зелёные кристаллы с незначительными включениями. Яркий цвет — основной фактор, влияющий на цену.
Изумруды также используются для создания твердотельных лазеров. Синтетические изумруды используют в квантовой электронике.